# Hypermerina
Hypermerina é um gênero de mariposa pertencente à família Saturniidae.